# Жомбояи, Янош
Янош Жомбояи, также встречается написание фамилии Жомбойяи и Жомбойаи (венг. Zsombolyai János; 30 января 1939 — 4 января 2015, Будапешт) — венгерский кинематографист (оператор, сценарист, режиссёр художественного и документального кино). Номинант и лауреат нескольких кинофестивалей, двукратный лауреат венгерской премии им. Белы Балажа (1967 и 1972), заслуженный артист ВНР.

## Биография и карьера
Родился в Будапеште в семье Яноша Жомбояи и Иоланты Кадарас.
С 1957 стал осваивать профессию под наставничеством знаменитого кинооператора Дьёрдя Иллеша в Будапештской академии театрального и кинематографического искусства, закончив её в 1961 году.
С 1961 по 1966 год работал на Венгерском телевидении оператором и режиссёром короткометражной и документальной съёмки.
В 1966 году начал работать оператором художественного кино на крупнейшей венгерской киностудии Mafilm, сотрудничая в качестве оператора, а позже и оператора-постановщика с такими режиссёрами, как Нандор Беднаи, Карой Макк и Имре Михайфи. С 1975 стал снимать фильмы и сам, его первой режиссёрской работой стал фильм «Кенгуру», получивший массовое одобрение критики, ставший одним из популярнейших в Венгрии фильмов своего периода, а впоследствии обретший в Венгрии культовый статус.
Многие фильмы с участием Жомбояи в качестве оператора или режиссёра заслужили показ на крупных кинофестивалях разных стран. Две из его режиссёрских работ («Брак без обязательств» 1980 года и «На пути к смерти» 1990-го) были удостоены номинации на главные призы (включением в основную конкурсную программу) Чикагского фестиваля и Берлинале, ещё два удостоены призов: фильм «Кузнецы» (1975) — спецприза кинофестиваля в Кракове, а «Не высовываться!» (1978) — главного приза жюри Монреальского международного кинофестиваля.
С середины 1960-х годов Янош Жомбояи совмещал работу (достигнув к 1995 поста главы кинопроизводства студии Mafilm) с преподаванием в родной академии, пройдя с 1965 по 1997 год путь от адъюнкта до полного профессора. Ушёл на покой в 2004 году.
Умер 4 января 2015 года.

## Частичная фильмография
| Год  |     | Русское название                   | Оригинальное название     | Роль                          |
| ---- | --- | ---------------------------------- | ------------------------- | ----------------------------- |
| 1967 | ф   | Клоун на стене                     | Bohóc a falon             | оператор                      |
| 1968 | ф   | Запретная зона                     | Tiltott terület           | оператор                      |
| 1968 | ф   | Выстрел в голову / Выстрел в висок | Fejlövés                  | оператор                      |
| 1968 | ф   | Любите Эмилию Одор!                | Szeressétek Ódor Emíliát! | оператор                      |
| 1969 | ф   | Свидетель / Без следа              | A tanú                    | оператор                      |
| 1971 | ф   | Горизонт                           | Horizont                  | оператор                      |
| 1975 | ф   | Кенгуру                            | A kenguru                 | оператор, режиссёр, сценарист |
| 1975 | ф   | Кузнецы                            | Tüzikovácsok              | режиссёр                      |
| 1976 | ф   | Рояль в воздухе                    | Zongora a levegöben       | оператор                      |
| 1977 | ф   | Меч                                | A kard                    | оператор                      |
| 1977 | ф   | Предупредительный выстрел          | Riasztólövés              | оператор                      |
| 1978 | ф   | Дорогой сосед                      | A Nice Neighbor           | оператор                      |
| 1978 | ф   | Не высовываться!                   | Kihajolni veszélyes       | режиссёр                      |
| 1980 | ф   | Брак без обязательств              | Vámmentes házasság        | режиссёр                      |
| 1985 | ф   | Возвращение                        | Return                    | оператор                      |
| 1986 | док | Волшебство Queen в Будапеште       | Queen: Live in Budapest   | режиссёр                      |
| 1989 | ф   | На пути к смерти                   | A halálraítélt            | режиссёр, сценарист           |

## Номинации, награды и почётные звания
- 1967 — Премия имени Белы Балажа[5][6]
- 1968 — Приз Венгерского кинофестиваля[венг.][6]
- 1968 и 1969 — Два приза от профессиональной критики[уточнить][6]
- 1972 — Премия имени Белы Балажа[5][6]
- 1975 — Спецприз «Золотой дракон» Международного кинофестиваля в Кракове за фильм «Кузнецы»[12]
- 1976 — Премия Национального совета профсоюзов Венгрии[англ.] в области искусства
- 1978 — Главный приз жюри Монреальского международного кинофестиваля за фильм «Не высовываться!»[венг.][14]
- 1981 — Номинация на «Золотого Хьюго» (включением в основную конкурсную программу) Международного кинофестиваля в Чикаго фильма «Брак без обязательств»[15]
- 1983 — Удостоен звания Заслуженного артиста ВНР[венг.]
- 1990 — Приз Венгерского кинофестиваля[6]
- 1990 — Номинация на «Золотого медведя» (включением в основную конкурсную программу) 40-го Берлинского кинофестиваля фильма «На пути к смерти»[англ.][17]
- 2010 — Спецприз Венгерского кинофестиваля за пожизненные заслуги в кинематографе[6]